# إيشيك ينرسو
تعد إيشيك ينرسو تورك ممثلة مسرحية وسينمائية وممثلة مسلسلات تركية وأيضاً ممثلة أعمال مدبلجة. ولدت إيشيك ينرسو في 19 مارس عام 1942 في مقاطعة تشايجوما المرتبطة بمحافظة زانغولداك.
تخرجت الفنانة إيشيك ينرسو من قسم المسرح بالمعهد الموسيقي للدولة بأنقرة وحينما كانت طالبة جذبت الانتباه من خلال تمثيلها لدور أنا في «دفتر الذكريات» حيث أخرجه جونيت جوكتشر وأيضاً تمثيلها لدور أنتيجون في العمل المسمى «أنتيجون» الذي أخرجه ماهر كانوفا. وحينما أنهت قسم المسرح التحقت بالفرق المسرحية للدولة.
شغلت إيشيك ينرسو منصب مساعد مخرج في فيلم «المجرمين بيننا» لمتين إيركسان. وفيما بعد انتقلت إلى مسرح علي بويراز أوغلو. ورفضت إيشيك ينرسو اقتراح يلماز جوناي للتمثيل في تلك الفترة وعملت كمساعدة مخرج. وخلال أعوام 1983 – 1984 مثلت في العمل المسمى «ملكة جمال الجنوب» سوياً مع روتكاي عزيز في المسرح الفني بأنقرة. وعملت أيضاً في مسرح الأصدقاء.
عملت إيشيك ينرسو في العديد من الأعمال المدبلجة. وحازت إيشيك ينرسو على الجائزة الخاصة بسيريزلي أشكينر لعام 2004 للفنانة المسرحية التي واصلت خط نجاحها في فرع المسرح على مدار حياتها حيث أنها تُمنح كل عام.
تحدثت إيشيك ينرسو عن حياتها الفنية وقامت بإنتاج فيلم وثائقي بعنوان " Tiyatronun Narin, Çetin Divası "

## الجوائز التي حازت عليها
•	جائزة أفضل ممثلة بمهرجان الإسكندرية السينمائي الدولي
•	جائزة أفضل ممثلة بجوائز مسرح أفني ديلليجيل
•	جائزة أفضل ممثلة بجمعية محبي الفن
•	جائزة أفضل 79 ممثلة بالمسرح
•	عام 2004 : الجائزة الخاصة بنساء سيريزلي أشكينر بجوائز مسرح عفيفة الثامن

## المسرحياتالتي أخرجتها
•	سارة (مسرحية) (ذكريات): جي موريل – مسرح الدولة بأنقرة – عام 1985

## المسرحياتالتي مثلتها
•	جائزة لناظم: ناظم حكمت – مهرجان مسرح إسطنبول – 2002
•	الموت والعذراء: أرييل دورفمان – مسرح الدولة بإسطنبول – 1991
•	شخصين في الأرجوحة: ويليام جيبسون – مسرح الدولة بإسطنبول – 1990
•	مسرحية حلم امرأة: ألان أيجورن – مسرح الدولة بأنقرة – 1987
•	الأوركسترا: آرثر ميلر – مسرح علي بويراز أوغلو
•	ملكة جمال الجنوب: بيلجيسو إيرينوس – مسرح أنقرة الفني – 1983
•	حينما تزدهر المحاصيل: أملين يليامز – مسرح الدولة بأنقرة – 1981
•	جميع أبنائي: آرثر ميلر – مسرح الدولة بأنقرة – 1980
•	أوعد بذلك: ألكسي أربوزوف – مسرح الدولة بأنقرة – 1978
•	هارولد ومود: كولن هيغنر – مسرح الدولة بأنقرة – 1977
•	ترويض النمرة: وليم شكسبير – مسرح الدولة بأنقرة – 1985
•	النبلاء الهزليين: موليير – مسرح الدولة بأنقرة – 1978
•	زجاج حديقة الحيوان: تينيسي ويليامز – مسرح الدولة بأنقرة – 1976
•	العطل الفني: كورالي زاكوني – مسرح الدولة بأنقرة – 1975
•	حشرة العسل: أيدين أريت – مسرح الدولة بإزمير – 1975
•	الثعالب الصغيرة: ليليان هيلمان – مسرح الدولة ببورصة – 1972
•	Yedekçi : مصاحبزادا جلال – مسرح الدولة بأنقرة – عام 1968
•	الجندي المجهول وزوجته: بيتر أوستينوف – مسرح الدولة بأنقرة – 1968
•	هناك خطر للانهيار: تينيسي ويليامز – مسرح الدولة بأنقرة – 1967
•	كيف يجب التخلص من أميدي اليهودي: أوجين يونسكو – مسرح الدولة بأنقرة – 1967
•	Ecinliler : فيودور دوستويفسكي \ ألبير كامو – مسرح الدولة بأنقرة – 1966
•	كوشاباشي: أحمد كوتسي تيجير – مسرح الدولة بأنقرة – 1965
•	الشخص الفظ: كارلو جولدوني: مسرح الدولة بأنقرة – 1964
•	بيتر بان: جيمس ماثيو باري - مسرح الدولة بأنقرة – 1964
•	مسرحية الحلم: أوجوست سترندبرج - مسرح الدولة بأنقرة – 1964
•	سيساز وكلوباترا: جورج برناردشو – مسرح أرينا – 1963
•	البذور والتربة: أورهان أثينا - مسرح الدولة بأنقرة – 1963
•	نسر برأسين: جان كوكتو - مسرح الدولة بأنقرة
•	جزيرة الماعز: أوجو بيتي
•	أنتيجون
•	حكايات الربيع \ لا تقتل الدولة الإنسان ولكنها فقط تأخذ روحه

## فيلموغرافي

### مسيرتهاالفنية
•	الصوت – 2010
•	الحفظ (فيلم قصير) – 2009
•	خلف القضبان – 2009
•	ماذا تتمنى – 2005
•	جاية في الطريق إلى القصر – 2004
•	ناس الإعصار – 2004
•	نظرة عامة – 2003
•	الدفاع – 2001
•	المنفى في بويوكادا – 2000
•	انتصار المهزومين – 2000
•	المسرحيات والحقائق – 2000
•	لا تذهب يا ترياندافيليس – 1995
•	زجاج حديقة الحيوان – 1977

## وصلات خارجية
- إيشيك ينرسو على موقع IMDb (الإنجليزية)
- إيشيك ينرسو على موقع ميوزك برينز (الإنجليزية)

* إيشيك ينرسو في IMDb
* إيشيك ينرسو في السينما التركية